# Salix blakii
Salix blakii là một loài thực vật có hoa trong họ Liễu. Loài này được Goerz miêu tả khoa học đầu tiên năm 1934.